# Domaniów (stacja kolejowa)
Domaniów – zlikwidowana stacja kolejowa w Domaniowie; w gminie Domaniów, w powiecie oławskim, w województwie dolnośląskim, w Polsce. Otwarta w 1910, zamknięta w 1966, zlikwidowana w 1973.